# Today's the Day
"Today's the Day" is een single van de Amerikaanse zangeres Pink voor het nieuwe openingsnummer van de dertiende seizoen van The Ellen DeGeneres Show. De single werd uitgebracht op 10 september 2015 en is geschreven door Pink zelf en Greg Kurstin.
De bijhorende videoclip verscheen ook op de releasedatum van de single, en is opgenomen in New York.

## Hitnoteringen

### Nederlandse Top 40
| Hitnotering: 24-10-2015 t/m 07-11-2015 | Hitnotering: 24-10-2015 t/m 07-11-2015 | Hitnotering: 24-10-2015 t/m 07-11-2015 | Hitnotering: 24-10-2015 t/m 07-11-2015 | Hitnotering: 24-10-2015 t/m 07-11-2015 |
| Week:                                  | 1                                      | 2                                      | 3                                      |                                        |
| -------------------------------------- | -------------------------------------- | -------------------------------------- | -------------------------------------- | -------------------------------------- |
| Positie:                               | 37                                     | 38                                     | 39                                     | uit                                    |